# Nuri as-Said

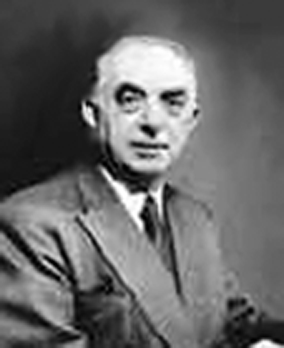
Nuri as-Said

Nuri as-Said (arabisch نوري السعيد, DMG Nūrī as-Saʿīd; * 1888 in Bagdad, Osmanisches Reich; † 15. Juli 1958 in Bagdad, Irak) war ein irakischer Politiker und zwischen 1930 und 1958 vierzehnmal Premierminister des Königreiches Irak.
Besonders unter dem Regenten Abd ul-Ilah und König Faisal II. galt er zeitweise als mächtigster Mann im Irak. Wegen seiner Verbindungen zu Großbritannien, dessen wertvoller Verbündeter er war, und der blutigen Niederschlagung mehrerer Revolten war er im Irak sehr verhasst und wurde beim Putsch von 1958 getötet.

## Leben
Nuri as-Said entstammte einer Beamtenfamilie im damals osmanischen Bagdad. Er schlug zunächst die Offizierslaufbahn ein und besuchte die Militärakademie in der osmanischen Hauptstadt Istanbul. Als türkischer Offizier diente er 1912 in Libyen während des Italienisch-Türkischen Krieges und organisierte den Widerstand gegen die Invasoren. Nach dem Ausbruch des Ersten Weltkriegs und Faisals Unabhängigkeitserklärung der arabischen Völker 1916 schloss er sich diesem an und nahm in dessen engeren Stab an der arabischen Erhebung gegen die türkische Herrschaft im Nahen Osten teil.

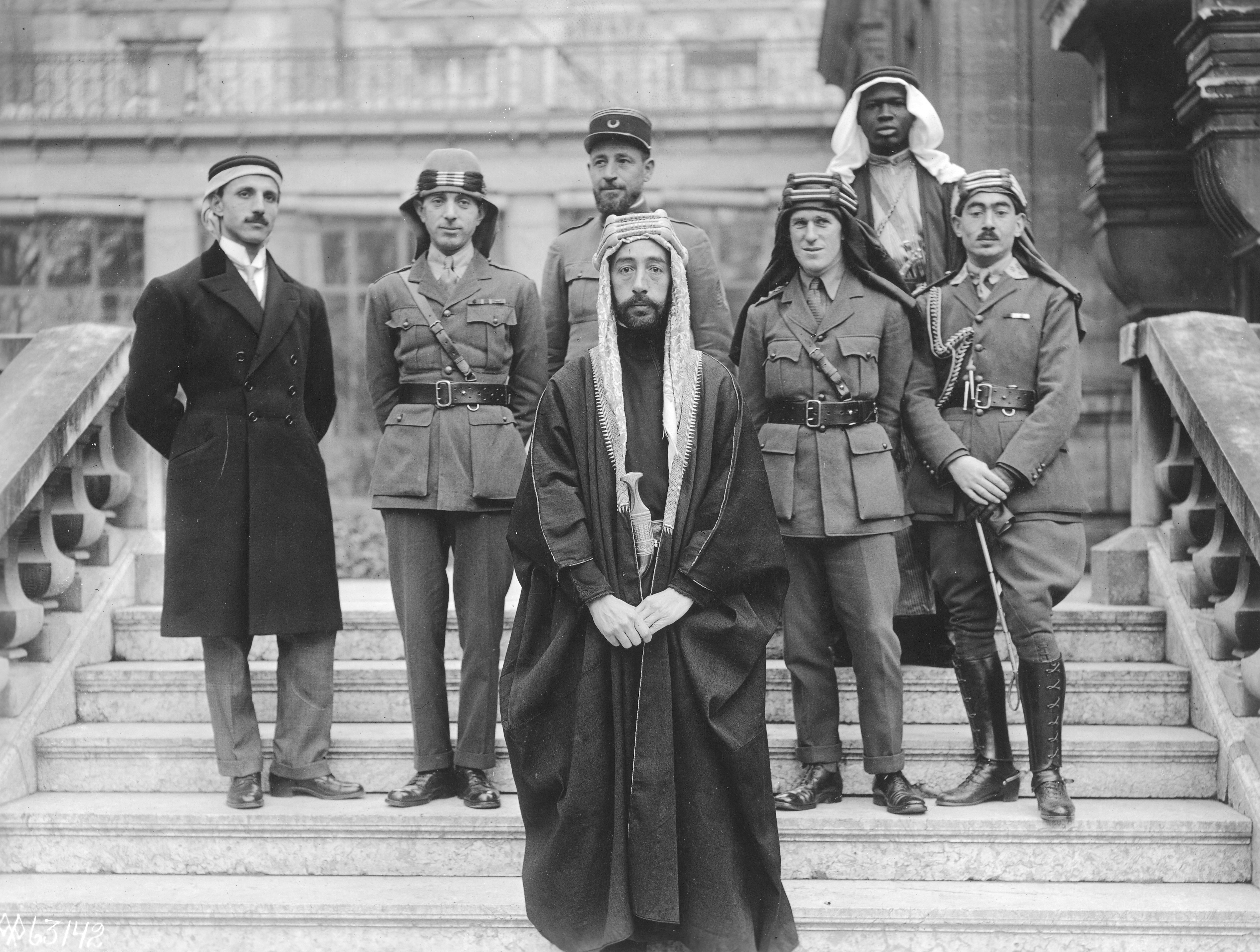
Nuri (2. von links) als Begleiter Faisals auf der Pariser Friedenskonferenz, 1919

Auf der Pariser Friedenskonferenz 1919, durch die Faisal als „König der Araber“ anerkannt wurde, war er einer der Begleiter Faisals. Nach Faisals Vertreibung aus Syrien durch die Franzosen 1920 und Annahme der ihm angetragenen Königswürde im Irak 1921 folgte Nuri ihm 1922 dorthin und wurde zunächst Polizeichef und später stellvertretender Armeechef. Aus dieser Zeit stammt sein Einfluss im irakischen Sicherheitsapparat.
Im März 1930 wurde er zum ersten Mal Premierminister und hielt dieses Amt bis zu seinem Tod insgesamt 14-mal. Durch sein Engagement für den anglo-irakischen Vertrag von 1930 zog er sich den Missmut vieler Landsleute zu. 1932 wurde er von Faisal entlassen, der 1933 starb. Unter Faisals Sohn Ghazi I. wurde Nuris Einfluss deutlich beschnitten. 1934 bis 1936 war er Außenminister. Nach dem nationalistischen Militärputsch von Bakr Sidqi 1936 musste er aus dem Land fliehen und verbrachte ein Jahr im Exil in Ägypten. Bereits kurz nach seiner Rückkehr wurde er 1937 als Botschafter nach Großbritannien versetzt. Mit Hilfe der Armee konnte er im Dezember 1938 seine Gegner beseitigen und wurde zum Premierminister ernannt. Im April 1939 kam König Ghazi bei einem Autounfall ums Leben, der vermutlich durch Manipulation an seinem Wagen ausgelöst wurde. 1939 nahm Nuri an der Londoner St.-James-Konferenz teil.

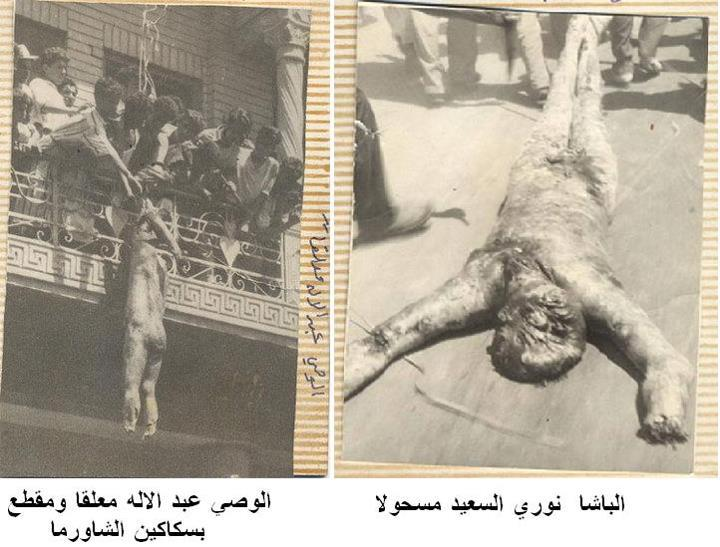
Die verstümmelten Leichen von Prinz Abd ul-Ilah (links) und Nuri al-Said (rechts). Arab. Text: "Prinz Abd ul-Ilah aufgehängt und von Schawarma-Messern zerschnitten, Pascha Nuri al-Said herumgezogen."

1941 kam es zu einem von Teilen der Armee gestützten nationalistischen Putsch gegen Nuri, der wiederum ins Ausland fliehen musste. Die neue Regierung von Nuris langjährigem Gegner Raschid Ali al-Gailani wurde erst durch eine britische Militärintervention entmachtet, nach der das Land bis Kriegsende unter britischer Militärbesatzung blieb.
Dem wachsenden Einfluss nationalistischer und sozialistisch orientierter Gruppierungen nach Ende des Kriegs suchten Nuri und Abd ul-Ilah durch eine stärkere Anbindung an den Westen und insbesondere Großbritannien zu begegnen. Dazu schlossen sie eine Reihe von Verträgen mit westlichen Staaten ab, anlässlich deren Unterzeichnung es immer wieder zu großen Demonstrationen (1948, 1954, 1956) kam, die zumeist gewaltsam unterdrückt wurden. Als Abd ul-Ilah, der nach der Volljährigkeit Faisals II. 1953 dessen Berater blieb, Schritte zur Einberufung von freien Wahlen unternahm, ließ sich Nuri durch das mit seinen Gewährsleuten besetzte Parlament Vollmachten ausstellen, die ihn praktisch zum Alleinherrscher machten. Dieser fragwürdige Zustand wurde durch die Julirevolution am 14. Juli 1958 durch den Putsch einer Gruppe von radikalen Offizieren um Abd al-Karim Qasim beendet. Im Verlauf der Julirevolution, bei dem auch Faisal II. und ul-Ilah umkamen, wurde Nuri bei dem Versuch, unbemerkt zu entkommen, erkannt und ermordet. Damit endete die die pro-britische Monarchie im Irak.